# Drum național 2
Der Drum național 2 (rumänisch für „Nationalstraße 2“, kurz DN2) ist eine Nationalstraße in Rumänien.

## Verlauf

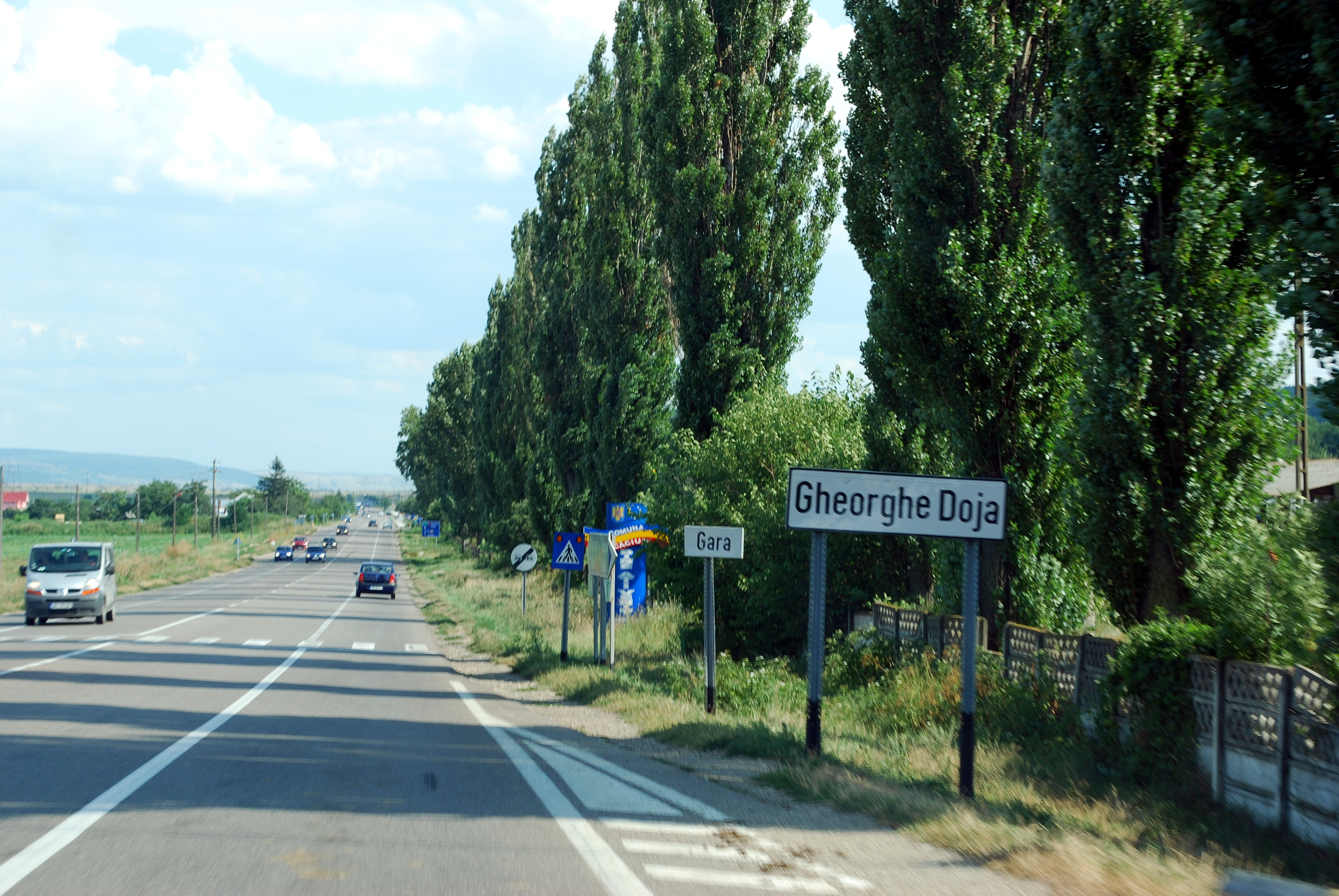
Die Straße in Gheorghe Doja

Die Straße beginnt in der Hauptstadt Bukarest und verläuft zunächst, zugleich als Europastraße 60 und Europastraße 85, vierstreifig ausgebaut, in nordöstlicher Richtung nach Urziceni, wo die Europastraße 60 als Drum național 2A nach Osten abzweigt, wendet sich dort nach Nordnordosten und führt über Buzău und Râmnicu Sărat nach Focșani (Fokschan), führt weiter in nördlicher Richtung über Adjud nach Bacău. Im weiteren Verlauf erreicht sie Roman (Romesmarkt), dann den Abzweig der Europastraße 583 nach Iași. Hier endet der vierstreifige Ausbau. Die DN2 führt weiter in nordnordwestlicher Richtung über Fălticeni nach Suceava, wo die Europastraße 58 nach Osten und die Europastraße 578 nach Westen abzweigen, und erreicht hinter der Grenzstadt Siret die rumänisch-ukrainische Grenze. In der Ukraine setzt sie sich als Straße M 19 nach Czernowitz fort.
Die Länge der Straße beträgt 446 Kilometer.